# Nero di Parma
Il suino Nero di Parma o anche di razza Nera Parmigiana, è un suide addomesticato appartenente ai mammiferi dell'ordine artiodattili suiformi. Fino al 1975 la razza era citata su tutti i testi di zootecnica ed era la più diffusa in Emilia prima dell'introduzione della Large White. 

## Storia dell'allevamento
L'allevamento dei suini nel parmense, affonda le sue radici nel medioevo, quando i porcai conducevano gli animali nei fitti querceti di pianura in cerca delle abbondanti ghiande di cui si nutrivano gli animali.
Comunque l'allevamento su di una certa scala è testimoniato come attività consolidata e documentata dal 1400, dove viene espressamente citato che i suini maggiormente apprezzati per la qualità delle carni erano quelli a mantello nero. Tuttavia all'epoca non esistevano documenti che parlassero esplicitamente di razza parmigiana, tale dicitura compare per la prima volta in modo esplicito nel 1820, l'animale descritto è piuttosto tozzo, con poche setole e con colore della pelle molto scuro, vicino al nero. Il Nero di Parma veniva descritto come animale in grado di raggiungere pesi importanti, nell'ordine di 190-240 kg e se ne lodavano le qualità organolettiche delle carni e la facile conservabilità.

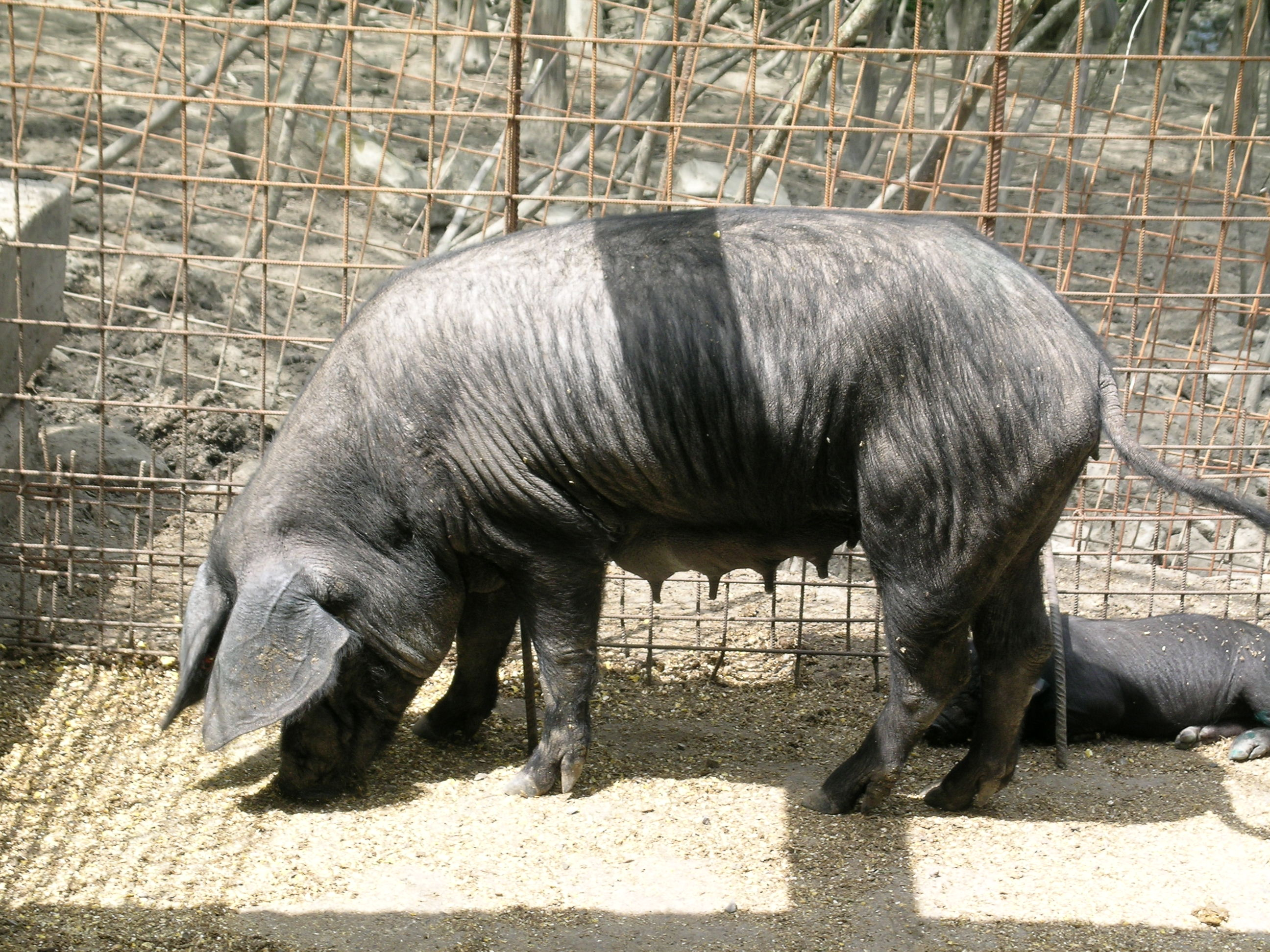
Scrofa di razza Nero di Parma con piccolo

Più recentemente, nel 1937, nel testo dell'Agricoltura Parmense, la razza nera di Parma viene descritta come facente parte del ceppo iberico, suini diffusi in Spagna, Italia e Francia meridionale con spiccate attitudini al pascolo e caratterizzate da una elevata prolificità.
Tuttavia l'inserimento delle razze suine inglesi avvenuta per i Large White già dal 1873 e Berkshire dal 1876 portò ad un rapido declino il suino Nero di Parma fino alla quasi totale estinzione della razza verso la metà del secolo scorso.
Verso la metà degli anni novanta del XX secolo, sotto l'egida della provincia di Parma, si cercò di ricostruire la razza del Nero di Parma e grazie ad una opera di monitoraggio dettagliata si scoprirono nelle campagne di Fidenza alcune scrofe che presentavano estese macchie scure, altre scrofe macchiate furono trovate nella zona di Pellegrino Parmense, mentre un verro macchiato fu trovato nella zona di Bardi.
Da questi animali si iniziò una selezione ad inizio degli anni duemila per ricostruire dagli animali ibridati la razza di suino nero con aspetto e caratteristiche simili alla vecchia razza.
Dal maggio 2016 è stato ufficialmente riconosciuto come razza dall'ANAS e dal Ministero delle Politiche Agricole.

## Caratteristiche fisiche e comportamentali
- Mantello è grigio scuro - nero ardesia con rade setole molto scure e totale assenza di bianco, sono ammesse chiazze più chiare in alcune zone ma devono essere estremamente limitate.

- Testa voluminosa a profilo rettilineo
- Orecchie portate in avanti e in basso
- Tronco lungo e convesso
- Arti dritti di media lunghezza
- Scrofa dotata di buon istinto materno con nidiate di circa 10 suinetti per volta
- Ottimo pascolatore, buona rusticità[2]

## Caratteristiche organolettiche
La carne ottenuta dai suini di Nero di Parma si presentano di un colore rosso intenso, i tagli sono molto marezzati e ciò li rende congeniali per cotture veloci che mantengano la tenerezza e il gusto della carne. Ottimo è anche il grasso e il lardo che si ottiene dall'animale, la particolare sapidità che li caratterizza è sfruttata per dare aroma e sapore ai salumi.
Nel complesso la carne è utilizzata soprattutto per la produzione di salumi pregiati DOP, IGP o PAT della zona di allevamento quali il culatello, la coppa di Parma, la pancetta, i salami e le spalle. La carne destinata al pronto consumo e quindi che non viene utilizzata dall'industria di trasformazione riveste un ruolo marginale.

## Il Consorzio
Il "Consorzio di Tutela del Suino Nero Parma" è nato nel 2006 su iniziativa di enti e di un gruppo di allevatori. Il consorzio si è dotato di opportuni disciplinari che regolamentano le attività di allevamento e di trasformazione della carne, gli animali sono inseriti in un'anagrafe consortile che garantisce la tracciabilità dei vari passaggi della filiera.
Del consorzio fanno parte alcuni allevamenti allo stato brado in provincia di Parma mentre non ne esistono al momento, anche se ciò è previsto dal disciplinare, di tipo stabulato. Inoltre sono associati al consorzio punti vendita, macelli, trasformatori e locali accreditati.